# ۶۹۶ (پیش از میلاد)
۶۹۶ (پیش از میلاد) ۶۹۶مین سال قبل از تقویم میلادی است.